# Chasmanthium ornithorhynchum
Chasmanthium ornithorhynchum är en gräsart som beskrevs av Christian Gottfried Daniel Nees von Esenbeck. Chasmanthium ornithorhynchum ingår i släktet Chasmanthium och familjen gräs. Inga underarter finns listade i Catalogue of Life.